# رنده قسیس
رنده قسیس (به عربی: رندة قسيس) یک سیاستمدار و نویسنده فرانسوی-سوری، رئیس پلتفرم سیاسی آستانه و رئیس جنبش جامعه تکثرگرایی و رئیس سابق مرجع عمومی ائتلاف سکولار دموکراتیک سوریه مخالف رژیم فعلی سوریه است. وی یکی از نمادهای تفکر سکولار عرب است که می‌خواهد تغییری در واقعیت جوامع عربی ایجاد کند، زیرا رنده قسیس معتقد است که فرد در این جوامع طبق توصیف خود از استبداد تثلیث استبداد رنج می‌برد. این مثلث استبداد سیاسی، اجتماعی و فرهنگی است.

## زندگی‌نامه
قسیس کار خود را به عنوان یک هنرمند پلاستیک، با بسیاری از نقاشی‌ها آغاز کرد، زیرا او گالری‌های هنری زیادی را در خاورمیانه و اروپا برگزار کرد و تلاش کرد تجربیات فردی و جمعی را از چندین فرهنگ استخراج کند.
وی تا اوت ۲۰۱۲ عضو شورای ملی سوریه بود. رنده قسیس رئیس سابق ائتلاف سوری‌های سکولار و دموکرات و عضو شورای ملی سوریه است. وی به نمایندگی از بلوک ائتلاف سکولار دموکراتیک سوریه، به همراه دیگر اعضای همان بلوک، به شورای ملی سوریه پیوست. نماینده فعال دفاع از آزادی زنان عرب و کلیه حقوق بشر و سایر فعالان مدافع آزادی، حضور دائمی، صحبت در رسانه‌های فرانسه علاوه بر مشارکت در کانال‌های فرانسه ۲۴، فرانسه 5 رادیو فرانسه بین‌المللی از دیگر فعالیت‌های اوست.